# Women’s United Soccer Association
Die Women’s United Soccer Association (Abkürzung: WUSA) war die weltweit erste Profiliga im Frauenfußball. Sie startete 2001 in den USA mit acht Mannschaften. Es wurden drei Spielzeiten ausgetragen.

## Geschichte
Der Titelgewinn der Frauen-Fußballnationalmannschaft der Vereinigten Staaten bei der Weltmeisterschaft 1999 zeigte, dass ein rentabler Markt für die Sportart im Entstehen war. Den zwanzig Nationalspielerinnen gelang es gemeinsam mit John Hendricks, dem Gründer des Discovery Channel, Investoren und Spielerinnen für eine Liga aus acht Teams zu gewinnen.
Im Laufe des Jahres 2000 gab die mittlerweile WUSA (Women’s United Soccer Association) genannte Liga bekannt, in acht über das Land verteilten Städten spielen zu wollen: Atlanta, San Francisco Bay Area, Boston, New York City, Orlando, Philadelphia, San Diego und Washington, D.C.
Die United States Soccer Federation stufte die neue Liga am 18. August 2000 als höchste Spielklasse im Frauenfußball in den Vereinigten Staaten ein.
Diese Profiliga war aufgebaut wie die übrigen US-amerikanischen Profiligen. Es gab keinen Auf- und Abstieg und die Mannschaften gehörten nicht zu Vereinen, sondern Investoren. Es gab pro Mannschaft eine Gehaltsobergrenze (Salary Cap), obwohl die Topstars der Liga noch zusätzliche Verträge hatten.
Die WUSA trug von 2001 bis 2003 insgesamt drei Spielzeiten aus. Am 15. September 2003 wurde jedoch bekanntgegeben, dass die Liga aus finanziellen Gründen wieder eingestellt wird. Weder die Zuschauerzahlen noch die TV-Quoten entsprachen den Erwartungen, zudem war das ursprünglich auf fünf Jahre angelegte Anfangsbudget von 40 Millionen US-Dollar bereits am Ende der ersten Saison verbraucht.

## Teams
- Atlanta Beat
- Boston Breakers
- Carolina Courage (ursprünglich als Orlando Tempest in Orlando geplant)
- New York Power
- Philadelphia Charge
- San Diego Spirit
- San Jose CyberRays (in der Saison 2001 Bay Area CyberRays)
- Washington Freedom

Die Kader bestanden hauptsächlich aus Spielerinnen aus den Vereinigten Staaten, zudem waren bis zu vier ausländische Spielerinnen pro Team erlaubt. Aus Deutschland waren Birgit Prinz, Maren Meinert, Sandra Minnert, Bettina Wiegmann, Doris Fitschen, Steffi Jones, Conny Pohlers und Jennifer Meier in der WUSA aktiv. Unter den weiteren internationalen Spielerinnen waren die Chinesinnen Sun Wen, Pu Wei, Fan Yunjie, Zhang Ouying, Gao Hong, Zhao Lihong und Bai Jie, die Norwegerinnen Hege Riise, Unni Lehn und Dagny Mellgren die Brasilianerinnen Sissi, Kátia und Pretinha sowie die Kanadierinnen Charmaine Hooper, Sharolta Nonen und Christine Latham.
Zudem waren Spielerinnen aus zu dieser Zeit „kleineren“ Frauenfußballnationen in der WUSA aktiv, wie Maribel Domínguez aus Mexiko, Homare Sawa aus Japan, Julie Fleeting aus Schottland, Cheryl Salisbury aus Australien, Marinette Pichon aus Frankreich und Kelly Smith aus England.

## Endspiele (Founders Cup)
Der Sieger der Play-offs der besten vier Teams der regulären Saison gewann die Meisterschaft und erhielt den sogenannten Founders Cup, dessen Name zur Ehrung der 20 Gründungsspielerinnen vergeben wurde.
| Jahr | Meister            | Finalist           | Ergebnis            | Spielort   |
| ---- | ------------------ | ------------------ | ------------------- | ---------- |
| 2001 | Bay Area CyberRays | Atlanta Beat       | 3:3 n. V. 4:2 i. E. | Foxborough |
| 2002 | Carolina Courage   | Washington Freedom | 3:2                 | Atlanta    |
| 2003 | Washington Freedom | Atlanta Beat       | 2:1 n. V.           | San Diego  |

Die Verlängerung in der WUSA umfasste zwei Halbzeiten à siebeneinhalb Minuten, wurde im Golden-Goal-Modus ausgetragen und fand ausschließlich in den Play-offs Anwendung.